# Hirtshals
Hirtshals es una localidad situada en el municipio de Hjørring, región de Jutlandia Septentrional, Dinamarca. Tiene una población estimada, a inicios de 2024, de 5434 habitantes.
La localidad surgió alrededor del puerto, que fue construido entre 1919 y 1931 bajo la dirección del ingeniero Jørgen Fibiger. El puerto fue ampliado en 1966 para convertirse en uno de los puertos pesqueros más grandes de Dinamarca. También cuenta con ferries que posibilitan viajar a Noruega y las islas Faroe.
La atracción más popular de la localidad es el Oceanario del Mar del Norte.
Su ubicación en el Mar del Norte hizo que la ciudad contara muy pronto con un faro.